# 坂爪聡子
坂爪 聡子（さかつめ さとこ）は、日本の経済学者。専門は、応用ミクロ経済学、家族経済学。
京都大学大学院経済学研究科卒。現在、京都女子大学現代社会学部現代社会学科教授。所属学会は、日本経済学会、社会・経済システム学会。
恋愛結婚か見合い結婚かの選択、女性の就業形態や出産期の選択といった家族問題を経済学的に分析している。
師匠に吉田和男（京都大学大学院経済学研究科教授）をもつ。
1999年、「結婚・出産行動の経済学的分析 -1970年以降の日本人口に関する理論分析 」により京都大学から博士（経済学）。